# 和っこの金メダル
『和っこの金メダル』（わっこのきんメダル）は、1989年（平成元年）10月2日から1990年（平成2年）3月31日まで放送されたNHK連続テレビ小説第43作目である。主演は渡辺梓。

## 概要
実業団女子バレーボールで活躍した女性が、経験を生かして地域活動に精を出し、彼女なりに目指した「人生の金メダル」を手に入れるまでを描く。
主人公の女性は山口県長門市仙崎出身で、就職のため大阪府堺市に引っ越したという設定。
最終回は、当時、開催直前だった花の万博にヒロインと息子が行くシーンだった。
初回視聴率は39.2%、最高視聴率は40.5%、平均視聴率は33.8%であった（ビデオリサーチ調べ、関東地区・世帯）。
モデルとされたチーム・企業はカネボウやユニチカ・フェニックスで、いずれもかつては名門中の名門であったが、その後本業の不振によりいずれも実際に廃部の憂き目に遭っている。
放送ライブラリーでは第1回が公開。

## キャスト
秋津和子 → 大内和子
演 - 渡辺梓
夫・大内良介
演 - 荒井紀人
息子・大吉
演 - 大倉賢吾
父・健吉
演 - 田村高廣
母・千代
演 - 吉村実子
長兄・洋
演 - 桂小米朝
次兄・明
演 - 新藤栄作
弟・清
演 - 南渕一輝
秋津悦子
演 - 山下智子
深見源吉
演 - 石橋保
深見圭子
演 - 石野陽子
源吉の妹
深見京太郎
演 - 牟田悌三
深見はる演 - 山田スミ子
大西妙子
演 - 伊藤かずえ
和子のライバル
門田徹
演 - 柴俊夫
バレー部監督
宮川文三
演 - 桂三枝
バレー部部長
宮川松子
演 - 野川由美子
宮川竹次郎
演 - 西山嘉孝
堂本梅次
演 - 渋谷天笑
八田課長
演 - 月亭八方
原田剛
演 - 竜雷太
美子
演 - 繁田知里
淳子
演 - 海部八千代
久子
演 - 日詰千栄
その他
演 - 石川功久、荒木雅子、松谷令子

## スタッフ
- 作 - 重森孝子[3][6]
- 音楽 - 田村洋[3][6]
- 題字 - 島田玲子[7]
- 制作 - 和田智允[3][6]
- 美術 - 斉藤利明[3][6]
- 技術 - 枌野実[3][6]
- 音響効果 - 吉田秋男[3][6]
- 撮影 - 八木悟[6]
- 照明 - 池辺隆夫[6]
- 音声 - 小林清[6]
- 演出 - 小林平八郎[3][6]、小林信一[3]、清水一彦[3]、佐藤峰世[3][7]
- 語り - 立子山博恒アナウンサー[3][6]

## 放送日程
| 週     | 回数      | 放送日              | 演出       |
| 1989年 | 1989年    | 1989年              | 1989年     |
| ------ | --------- | ------------------- | ---------- |
| 第1週  | 1 - 6     | 10月02日 - 10月07日 | 小林平八郎 |
| 第2週  | 7 - 12    | 10月09日 - 10月14日 |            |
| 第3週  | 13 - 18   | 10月16日 - 10月21日 |            |
| 第4週  | 19 - 24   | 10月23日 - 10月28日 |            |
| 第5週  | 25 - 30   | 10月30日 - 11月04日 |            |
| 第6週  | 31 - 36   | 11月06日 - 11月11日 |            |
| 第7週  | 37 - 42   | 11月13日 - 11月18日 |            |
| 第8週  | 43 - 48   | 11月20日 - 11月25日 |            |
| 第9週  | 49 - 54   | 11月27日 - 12月02日 |            |
| 第10週 | 55 - 60   | 12月04日 - 12月09日 |            |
| 第11週 | 61 - 66   | 12月11日 - 12月16日 |            |
| 第12週 | 67 - 72   | 12月18日 - 12月23日 |            |
| 第13週 | 73 - 76   | 12月25日 - 12月28日 |            |
| 1990年 |           |                     |            |
| 第14週 | 77 - 79   | 1月04日 - 1月06日   |            |
| 第15週 | 80 - 85   | 1月08日 - 1月13日   |            |
| 第16週 | 86 - 91   | 1月15日 - 1月20日   |            |
| 第17週 | 92 - 97   | 1月22日 - 1月27日   |            |
| 第18週 | 98 - 103  | 1月29日 - 2月03日   |            |
| 第19週 | 104 - 109 | 2月05日 - 2月10日   |            |
| 第20週 | 110 - 115 | 2月12日 - 2月17日   |            |
| 第21週 | 116 - 121 | 2月19日 - 2月24日   |            |
| 第22週 | 122 - 127 | 2月26日 - 3月03日   |            |
| 第23週 | 128 - 133 | 3月05日 - 3月10日   |            |
| 第24週 | 134 - 139 | 3月12日 - 3月17日   |            |
| 第25週 | 140 - 145 | 3月19日 - 3月24日   |            |
| 第26週 | 146 - 151 | 3月26日 - 3月31日   |            |

## ヒロイン交代騒動
732人が応募したヒロインのオーディションを勝ち抜いたのは市川紀子であったが、撮影開始後に民社党の広報ポスターに起用されていたため、特定政党のイメージキャラクターを起用するのは不偏不党を謳う公共放送の性質上そぐわないとの判断から市川が降板することとなり、急遽、最終候補の中から再オーディションが行われ、友人役で出演予定だった渡辺に決まった。

## その他
本作品主演で出ていたことがきっかけとなり番組終了から数か月後に、渡辺梓は森永製菓のテレビCMに出演した。